# Keep Cool
Keep Cool (en chino tradicional, 有話好好說; en chino simplificado, 有话好好说; pinyin, Yǒu Huà Hǎo Hǎo Shuō) es una película china de comedia negra de 1997 escrita y dirigida por Zhang Yimou que es una adaptación de la novela Evening Papers News de Shu Ping. La película sobre un librero enamorado en la década de 1990 en Beijing, marcó un alejamiento de las imágenes de períodos anteriores del trabajo anterior de Zhang a un período más realista de Cinéma vérité en su carrera donde le siguen Happy Times  (2000) y  Ni uno menos (1999). Esta es la primera vez que Zhang no trabajó con la actriz Gong Li.

## Argumento
Un librero llamado Zhao Xiaoshuai (Jiang Wen) enloquece después de que su novia An Hong (Qu Ying) rompe con él. En su intento de recuperarla, descubre que está saliendo con Junk Peddlar, un mafioso y dueño de un club nocturno (Zhao Benshan).

## Censura
"Keep Cool", originalmente programado para un estreno mundial en el Festival Internacional de Cine de Cannes de 1997, fue retirado por los censores chinos en el último minuto, aparentemente como parte de una reducción general del control chino sobre su industria cinematográfica tras el lanzamiento del polémico film a favor de la homosexualidad de  Zhang Yuan Palacio Este, Palacio Oeste. Los censores chinos también pidieron a Zhang que implementara cambios sustanciales en la historia de la película, sobre todo agregando un final feliz.

## Reparto
- Jiang Wen como  Zhao Xiaoshuai
- Li Baotian como  Zhang Qiusheng
- Ge You como el policía
- Qu Ying como An Hong
- Zhao Benshan como Junk Peddlar No. 3
- Liu Xinyi como Liu Delong